# Finlàndia Central
Finlàndia Central (finès: Keski-Suomi; suec: Mellersta Finland) és una de les regions de Finlàndia amb capital a la ciutat de Jyväskylä, que també és la ciutat més poblada de la regió.

## Municipis
Aquesta regió compta els 23 municipis següents (en negreta es marquen les ciutats):
| - Hankasalmi - Joutsa - Jyväskylä - Jämsä - Kannonkoski - Karstula - Keuruu - Kinnula - Kivijärvi - Konnevesi - Kuhmoinen | - Kyyjärvi - Laukaa - Luhanka - Multia - Muurame - Petäjävesi - Pihtipudas - Saarijärvi - Toivakka - Uurainen - Viitasaari - Äänekoski |